# Brescia Calcio 2006-2007
Questa pagina raccoglie le informazioni riguardanti il Brescia Calcio nelle competizioni ufficiali della stagione 2006-2007.

## Stagione
La stagione 2006-2007 termina con un sesto posto in Serie B con 67 punti.
Pur avendo ottenuto una posizione che gli avrebbe consentito di disputare i Play-off il Brescia non ha potuto prendervi parte poiché i punti di differenza tra la terza il Genoa con 78 e la quarta il Piacenza con 68 punti, è stato tale, da permettere la promozione diretta ai liguri.
Iniziato discretamente il torneo, con il primo posto raggiunto alla quinta giornata, il Brescia ha subito un ridimensionamento che lo ha portato fin quasi in zona play-out. Luigi Corioni, presidente della società, esonera quindi Mario Somma chiamando a sostituirlo Serse Cosmi. All'inizio del nuovo corso il Brescia ottiene due vittorie, (2-3) nel derby esterno con l'AlbinoLeffe e (3-1) contro la Juventus sul neutro di Mantova, quindi arrivano due sconfitte determinanti per le sorti del campionato, ha perso (3-0) contro il Genoa e (0-1) a Brescia nella partita contro il Napoli.
Le "rondinelle" sono riuscite comunque ad agganciare il sesto posto all'ultima giornata, chiudendo con un (4-2) al Cesena, ma come già detto, si è determinato un distacco di dieci punti fra la terza e la quarta e questo non ha fatto disputare i Play-off promuovendo direttamente il Genoa. in Serie A con Juventus e Napoli.
Nella Coppa Italia il Brescia ha superato i primi tre turni ad eliminazione diretta, nel primo turno ha superato la Salernitana, nel secondo turno ha eliminato il Taranto, nel terzo turno ha superato il Cagliari, poi negli ottavi di finale ha ceduto il passo nel doppio confronto con il Milan.

## Rosa
| N. |                       | Ruolo | Calciatore          |
| -- | --------------------- | ----- | ------------------- |
| 1  | Italia (bandiera)     | P     | Emiliano Viviano    |
| 2  | Costa Rica (bandiera) | D     | Gilberto Martínez   |
| 2  | Brasile (bandiera)    | C     | Francisco Lima      |
| 3  | Lituania (bandiera)   | D     | Marius Stankevičius |
| 4  | Italia (bandiera)     | C     | Luigi Piangerelli   |
| 5  | Marocco (bandiera)    | C     | Abderrazzak Jadid   |
| 6  | Italia (bandiera)     | D     | Roberto Cortellini  |
| 7  | Italia (bandiera)     | D     | Davide Zoboli       |
| 8  | Italia (bandiera)     | A     | Matteo Serafini     |
| 9  | Italia (bandiera)     | A     | Andrea Alberti      |
| 11 | Italia (bandiera)     | C     | Simone Del Nero     |
| 14 | Italia (bandiera)     | D     | Luigi Scaglia       |
| 14 | Belgio (bandiera)     | A     | Cédric Roussel      |
| 15 | Italia (bandiera)     | D     | Marco Zambelli      |
| 16 | Paraguay (bandiera)   | D     | Víctor Mareco       |
| 17 | Slovacchia (bandiera) | C     | Marek Hamšík        |
| 18 | Italia (bandiera)     | A     | Davide Possanzini   |
| 19 | Argentina (bandiera)  | C     | Leandro Depetris    |
| 20 | Germania (bandiera)   | A     | Savio Nsereko       |
| 21 | Argentina (bandiera)  | A     | Luis Alfageme       |
| 22 | Italia (bandiera)     | P     | Sergio Viotti       |

| N. |                           | Ruolo | Calciatore          |
| -- | ------------------------- | ----- | ------------------- |
| 23 | Italia (bandiera)         | D     | Simone Dallamano    |
| 24 | Svizzera (bandiera)       | C     | Fabrizio Zambrella  |
| 25 | Costa d'Avorio (bandiera) | C     | Adama Fofana        |
| 26 | Italia (bandiera)         | D     | Fabiano Santacroce  |
| 27 | Svizzera (bandiera)       | D     | Gaetano Berardi     |
| 28 | Italia (bandiera)         | D     | Francesco Zanardini |
| 29 | Italia (bandiera)         | A     | Denis Maccan        |
| 29 | Svizzera (bandiera)       | D     | Angelo Dorsa        |
| 30 | Italia (bandiera)         | C     | Ernesto Fiumicelli  |
| 30 | Argentina (bandiera)      | A     | Alejandro Delorte   |
| 31 | Italia (bandiera)         | P     | Marco Ambrosio      |
| 32 | Italia (bandiera)         | A     | Alessio Cerci       |
| 33 | Nigeria (bandiera)        | A     | Cyril Gona          |
| 33 | Francia (bandiera)        | D     | Sebastian De Maio   |
| 34 | Italia (bandiera)         | D     | Mattia Mustacchio   |
| 35 | Italia (bandiera)         | A     | Corrado Colombo     |
| 35 | Italia (bandiera)         | C     | Nicolò Bodini       |
| 36 | Polonia (bandiera)        | A     | Kamil Król          |
| 37 | Italia (bandiera)         | D     | Andrea Gaspari      |
| 41 | Italia (bandiera)         | C     | Daniele Mannini     |

## Calciomercato

### Sessione invernale
| Acquisti | Acquisti          | Acquisti      | Acquisti   |
| R.       | Nome              | da            | Modalità   |
| -------- | ----------------- | ------------- | ---------- |
| A        | Alejandro Delorte | Peñarol       | definitivo |
| A        | Cédric Roussel    | Zulte Waregem | definitivo |

| Cessioni | Cessioni           | Cessioni  | Cessioni   |
| R.       | Nome               | a         | Modalità   |
| -------- | ------------------ | --------- | ---------- |
| C        | Ernesto Fiumicelli | Varese    | definitivo |
| A        | Luis Alfageme      | Cremonese | prestito   |
| A        | Corrado Colombo    | Spezia    | definitivo |
| A        | Denis Maccan       | Lumezzane | prestito   |

## Risultati

### Campionato di Serie B

#### Girone di andata
| Arbitro: | Giannoccaro (Lecce) |

|                                  |           |  |
| Zoboli 27’ Possanzini 39’ (rig.) | Marcatori |  |

| Arbitro: | Gava (Conegliano) |

|              |           |                |
| Tabbiani 14’ | Marcatori | 80’ Possanzini |

| Arbitro: | Iannone (Napoli) |

|                             |           |          |
| Jadid 82’ Hamsik 96’ (rig.) | Marcatori | 26’ Fava |

| Arbitro: | Dondarini (Finale Emilia) |

|  |           |             |
|  | Marcatori | 33’ Mannini |

| Arbitro: | Ciampi (Roma 1) |

|                     |           |            |
| Serafini 19’ (rig.) | Marcatori | 63’ Caremi |

| Arbitro: | Tagliavento (Terni) |

|                                 |           |  |
| Del Piero 6’ Colombo 22’ (aut.) | Marcatori |  |

| Arbitro: | Rizzoli (Bologna) |

|  |           |                |
|  | Marcatori | 19’ 46’ Sculli |

| Arbitro: | Bertini (Arezzo) |

|                      |           |  |
| Jeda 66’ Barusso 72’ | Marcatori |  |

| Arbitro: | Orsato (Schio) |

|                   |           |  |
| Hamsik 34’ (rig.) | Marcatori |  |

| Trieste 4 novembre 2006, ore 16:00 CET 10ª giornata | Triestina        | 0 – 0 referto | Brescia | Stadio Nereo Rocco (7.345 spett.)\| Arbitro: \| Paparesta (Bari) \| |
| Arbitro:                                            | Paparesta (Bari) |               |         |                                                                     |

| Brescia 11 novembre 2006, ore 16:00 CET 11ª giornata | Brescia           | 0 – 0 referto | Mantova | Stadio Mario Rigamonti (4.949 spett.)\| Arbitro: \| Herberg (Messina) \| |
| Arbitro:                                             | Herberg (Messina) |               |         |                                                                          |

| Arbitro: | Squillace (Catanzaro) |

|  |           |                                    |
|  | Marcatori | 45’ (rig.) Hamsik 71’ Stankevicius |

| Arbitro: | Iannone (Napoli) |

|                           |           |                 |
| Mannini 4’ Possanzini 25’ | Marcatori | 17’ 30’ Sedivec |

| Arbitro: | Trefoloni (Siena) |

|                   |           |                |
| Osvaldo 14’ 90+6’ | Marcatori | 29’ Possanzini |

| Arbitro: | Gava (Conegliano) |

|                       |           |            |
| Lodi 43’ Fialdini 88’ | Marcatori | 83’ Maccan |

| Arbitro: | Salati (Trento) |

|               |           |              |
| Possanzini 2’ | Marcatori | 82’ Guidetti |

| Arbitro: | Damato (Barletta) |

|                                         |           |            |
| Dalla Bona 5’ Bucchi 51’ Bogliacino 70’ | Marcatori | 63’ Hamsik |

| Arbitro: | Morganti (Ascoli Piceno) |

|                     |           |              |
| Serafini 39’ (rig.) | Marcatori | 24’ Brioschi |

| Arbitro: | Dondarini (Finale Emilia) |

|                    |           |                                |
| Schwoch 27’ (rig.) | Marcatori | 41’ 48’ Possanzini 64’ Mannini |

| Arbitro: | Celi (Campobasso) |

|                                 |           |                 |
| Santacroce 40’ Stankevicius 88’ | Marcatori | 64’ Delli Carri |

| Arbitro: | Pierpaoli (Firenze) |

|                            |           |                |
| Salvetti 1’ Papa Waigo 33’ | Marcatori | 85’ Cortellini |

#### Girone di ritorno
| Arbitro: | Marelli (Como) |

|           |           |                            |
| Cacia 39’ | Marcatori | 67’ Lima 73’ (rig.) Hamsik |

| Brescia 10 febbraio 2007, ore 15:00 CET 23ª giornata | Brescia            | 0 – 0 referto | Bari | Stadio Mario Rigamonti\| Arbitro: \| Pantana (Macerata) \| |
| Arbitro:                                             | Pantana (Macerata) |               |      |                                                            |

| Arbitro: | Salati (Trento) |

|                            |           |  |
| Acquafresca 61’ Guigou 68’ | Marcatori |  |

| Brescia 24 febbraio 2007, ore 15:00 CET 25ª giornata | Brescia         | 0 – 0 referto | Verona | Stadio Mario Rigamonti\| Arbitro: \| Banti (Livorno) \| |
| Arbitro:                                             | Banti (Livorno) |               |        |                                                         |

| Arbitro: | Velotto (Grosseto) |

|                                |           |                                       |
| Cellini 57’ (rig.) Ruopolo 61’ | Marcatori | 5’ Del Nero 51’ Hamsik 90’ Possanzini |

| Arbitro: | De Marco (Chiavari) |

|                       |           |              |
| Serafini 4’ 26’ 45+1’ | Marcatori | 9’ Del Piero |

| Arbitro: | Girardi (San Donà di Piave) |

|                                      |           |  |
| Gasparetto 58’ Greco 62’ De Rosa 87’ | Marcatori |  |

| Arbitro: | Damato (Barletta) |

|  |           |               |
|  | Marcatori | 10’ 63’ Matri |

| Arbitro: | Celi (Campobasso) |

|             |           |  |
| Gilioli 63’ | Marcatori |  |

| Arbitro: | Salati (Trento) |

|                          |           |  |
| Mannini 74’ Serafini 91’ | Marcatori |  |

| Arbitro: | Palanca (Roma 1) |

|                       |           |                |
| Caridi 71’ 84’ (rig.) | Marcatori | 19’ Possanzini |

| Arbitro: | Stefanini (Prato) |

|                   |           |  |
| Hamsik 12’ (rig.) | Marcatori |  |

| Crotone 14 aprile 2007, ore 16:00 CEST 34ª giornata | Crotone           | 0 – 0 referto | Brescia | Stadio Ezio Scida (5.334 spett.)\| Arbitro: \| Bergonzi (Genova) \| |
| Arbitro:                                            | Bergonzi (Genova) |               |         |                                                                     |

| Arbitro: | Pierpaoli (Firenze) |

|            |           |  |
| Hamsik 38’ | Marcatori |  |

| Arbitro: | Iannone (Napoli) |

|              |           |  |
| Serafini 69’ | Marcatori |  |

| Arbitro: | Gervasoni (Mantova) |

|             |           |                                                   |
| Colombo 55’ | Marcatori | 61’ Possanzini 71’ (rig.) Hamsik 74’ Stankevicius |

| Arbitro: | Rosetti (Torino) |

|  |           |         |
|  | Marcatori | 39’ Piá |

| Arbitro: | Girardi (San Donà di Piave) |

|  |           |              |
|  | Marcatori | 26’ Serafini |

| Arbitro: | Damato (Barletta) |

|                                            |           |  |
| Serafini 24’ Hamsik 78’ (rig.) Mannini 93’ | Marcatori |  |

| Arbitro: | Pantana (Macerata) |

|             |           |                                                   |
| Martini 90’ | Marcatori | 9’ Possanzini 36’ Fabiano Santacroce 65’ Serafini |

| Arbitro: | Tagliavento (Terni) |

|                                            |           |                                     |
| Possanzini 9’ 15’ Mannini 41’ Serafini 77’ | Marcatori | 79’ (rig.) Pellicori 81’ Bracaletti |

### Coppa Italia

#### Primo turno preliminare
| Arbitro: | Trefoloni (Siena) |

|                                |           |                                       |
| Ferraro 22’ (rig.) Improta 72’ | Marcatori | 55’ Possanzini 64’ Jadid 71’ Del Nero |

#### Secondo turno preliminare
| Arbitro: | Brighi (Cesena) |

|  |           |                     |
|  | Marcatori | 34’ (rig.) Serafini |

#### Terzo turno preliminare
| Arbitro: | Palanca (Roma 1) |

|               |           |  |
| Serafini 112’ | Marcatori |  |

#### Ottavi di finale
| Arbitro: | Mazzoleni (Bergamo) |

|                                           |           |                           |
| Borriello 60’ 86’ Brocchi 64’ Inzaghi 78’ | Marcatori | 34’ Serafini 37’ Alfageme |

| Arbitro: | Bergonzi (Genova) |

|            |           |                                |
| Hamsik 43’ | Marcatori | 15’ Oliveira 19’ (aut.) Zoboli |

## Statistiche

### Statistiche di squadra
| Competizione | Punti | In casa | In casa | In casa | In casa | In casa | In casa | In trasferta | In trasferta | In trasferta | In trasferta | In trasferta | In trasferta | Totale | Totale | Totale | Totale | Totale | Totale | DR |
| Competizione | Punti | G       | V       | N       | P       | Gf      | Gs      | G            | V            | N            | P            | Gf           | Gs           | G      | V      | N      | P      | Gf     | Gs     | DR |
| ------------ | ----- | ------- | ------- | ------- | ------- | ------- | ------- | ------------ | ------------ | ------------ | ------------ | ------------ | ------------ | ------ | ------ | ------ | ------ | ------ | ------ | -- |
| Serie B      | 67    | 21      | 11      | 7       | 3       | 27      | 15      | 21           | 8            | 3            | 10           | 24           | 28           | 42     | 19     | 10     | 13     | 51     | 43     | +8 |
| Coppa Italia |       | 2       | 1       | 0       | 1       | 2       | 2       | 3            | 2            | 0            | 1            | 6            | 6            | 5      | 3      | 0      | 2      | 8      | 8      | 0  |
| Totale       |       | 23      | 12      | 7       | 4       | 29      | 17      | 24           | 10           | 3            | 11           | 30           | 34           | 47     | 22     | 10     | 15     | 59     | 51     | +8 |

### Andamento in campionato
| Giornata  | 1 | 2 | 3 | 4 | 5 | 6 | 7 | 8  | 9  | 10 | 11 | 12 | 13 | 14 | 15 | 16 | 17 | 18 | 19 | 20 | 21 | 22 | 23 | 24 | 25 | 26 | 27 | 28 | 29 | 30 | 31 | 32 | 33 | 34 | 35 | 36 | 37 | 38 | 39 | 40 | 41 | 42 |
| --------- | - | - | - | - | - | - | - | -- | -- | -- | -- | -- | -- | -- | -- | -- | -- | -- | -- | -- | -- | -- | -- | -- | -- | -- | -- | -- | -- | -- | -- | -- | -- | -- | -- | -- | -- | -- | -- | -- | -- | -- |
| Luogo     | C | T | C | T | C | T | C | T  | C  | T  | C  | T  | C  | T  | T  | C  | T  | C  | T  | C  | T  | T  | C  | T  | C  | T  | C  | T  | C  | T  | C  | T  | C  | T  | C  | C  | T  | C  | T  | C  | T  | C  |
| Risultato | V | N | V | V | N | P | P | P  | V  | N  | N  | V  | N  | P  | P  | N  | P  | N  | V  | V  | P  | V  | N  | P  | N  | V  | V  | P  | P  | P  | V  | P  | V  | N  | V  | V  | V  | P  | V  | V  | V  | V  |
| Posizione | 3 | 5 | 2 | 1 | 1 | 5 | 9 | 14 | 10 | 11 | 12 | 10 | 10 | 10 | 13 | 13 | 13 | 13 | 13 | 10 | 12 | 11 | 12 | 13 | 12 | 10 | 8  | 9  | 10 | 10 | 8  | 9  | 9  | 8  | 8  | 8  | 8  | 8  | 8  | 7  | 7  | 6  |

Fonte:  Serie B 2006/2007, su calcio.com.
Legenda:

Luogo: C = Casa; T = Trasferta. Risultato: V = Vittoria; N = Pareggio; P = Sconfitta.

### Statistiche dei giocatori
| Giocatore       | Serie B  | Serie B | Serie B     | Serie B    | Coppa Italia | Coppa Italia | Coppa Italia | Coppa Italia | Totale   | Totale | Totale      | Totale     |
| Giocatore       | Presenze | Reti    | Ammonizioni | Espulsioni | Presenze     | Reti         | Ammonizioni  | Espulsioni   | Presenze | Reti   | Ammonizioni | Espulsioni |
| --------------- | -------- | ------- | ----------- | ---------- | ------------ | ------------ | ------------ | ------------ | -------- | ------ | ----------- | ---------- |
| E. Viviano      | 40       | -41     | 2           | 0          | 5            | -8           | 0            | 0            | 45       | -49    | 2           | 0          |
| M. Ambrosio     | 2        | -2      | 0           | 0          | -            | -            | -            | -            | 2        | -2     | 0           | 0          |
| S. Viotti       | 0        | 0       | 0           | 0          | -            | -            | -            | -            | 0        | 0      | 0           | 0          |
| D. Zoboli       | 35       | 1       | 7           | 0          | 5            | 0            | 0            | 0            | 40       | 1      | 7           | 0          |
| S. Dallamano    | 27       | 0       | 1           | 1          | 1            | 0            | 0            | 0            | 28       | 0      | 1           | 1          |
| V.H. Mareco     | 30       | 0       | 8           | 0          | 4            | 0            | 2            | 0            | 34       | 0      | 10          | 0          |
| S. De Maio      | 1        | 0       | 1           | 0          | -            | -            | -            | -            | 1        | 0      | 1           | 0          |
| F. Santacroce   | 25       | 2       | 6           | 1          | 1            | 0            | 0            | 0            | 26       | 2      | 6           | 1          |
| M. Zambelli     | 18       | 0       | 2           | 1          | 1            | 0            | 0            | 0            | 19       | 0      | 2           | 1          |
| R. Cortellini   | 23       | 1       | 5           | 1          | 5            | 0            | 0            | 0            | 28       | 1      | 5           | 1          |
| G. Berardi      | 1        | 0       | 1           | 0          | -            | -            | -            | -            | 1        | 0      | 1           | 0          |
| M. Stankevičius | 38       | 3       | 5           | 1          | 5            | 0            | 0            | 0            | 43       | 3      | 5           | 1          |
| A. Gaspari      | 1        | 0       | 0           | 0          | -            | -            | -            | -            | 1        | 0      | 0           | 0          |
| L. Piangerelli  | 33       | 0       | 12          | 0          | 4            | 0            | 1            | 0            | 37       | 0      | 13          | 0          |
| D. Mannini      | 38       | 6       | 7           | 1          | 3            | 0            | 0            | 0            | 41       | 6      | 7           | 1          |
| M. Hamšík       | 40       | 10      | 3           | 0          | 5            | 1            | 0            | 0            | 45       | 11     | 3           | 0          |
| S. Del Nero     | 23       | 1       | 2           | 0          | 5            | 1            | 1            | 0            | 28       | 2      | 3           | 0          |
| A. Jadid        | 23       | 1       | 4           | 0          | 4            | 1            | 2            | 0            | 27       | 2      | 6           | 0          |
| F. Lima         | 20       | 1       | 1           | 1          | -            | -            | -            | -            | 20       | 1      | 1           | 1          |
| F. Zambrella    | 17       | 0       | 4           | 0          | 1            | 0            | 0            | 0            | 18       | 0      | 4           | 0          |
| L. Depetris     | 7        | 0       | 1           | 0          | -            | -            | -            | -            | 7        | 0      | 1           | 0          |
| N. Bodini       | 1        | 0       | 0           | 0          | -            | -            | -            | -            | 1        | 0      | 0           | 0          |
| E. Fiumicelli   | 0        | 0       | 0           | 0          | 1            | 0            | 0            | 0            | 1        | 0      | 0           | 0          |
| A. Alberti      | 1        | 0       | 0           | 0          | -            | -            | -            | -            | 1        | 0      | 0           | 0          |
| D. Possanzini   | 39       | 13      | 6           | 0          | 3            | 1            | 2            | 0            | 42       | 14     | 8           | 0          |
| A. Cerci        | 21       | 0       | 2           | 0          | 2            | 0            | 0            | 0            | 23       | 0      | 2           | 0          |
| C. Colombo      | 18       | 0       | 1           | 0          | 1            | 0            | 0            | 0            | 19       | 0      | 1           | 0          |
| M. Serafini     | 38       | 11      | 6           | 0          | 4            | 2            | 0            | 0            | 42       | 13     | 6           | 0          |
| L.M. Alfageme   | 6        | 0       | 0           | 0          | 4            | 1            | 0            | 0            | 10       | 1      | 0           | 0          |
| D. Maccan       | 5        | 1       | 0           | 0          | 1            | 0            | 0            | 0            | 6        | 1      | 0           | 0          |
| C. Roussel      | 3        | 0       | 0           | 0          | -            | -            | -            | -            | 3        | 0      | 0           | 0          |
| K. Król         | 3        | 0       | 1           | 0          | -            | -            | -            | -            | 3        | 0      | 1           | 0          |
| A. Delorte      | 0        | 0       | 0           | 0          | -            | -            | -            | -            | 0        | 0      | 0           | 0          |